# Constantin Trestioreanu
Constantin Trestioreanu, romunski general, * 18. julij 1891, † 26. januar 1983.